# دو وون
یون دو وون (کره‌ای: 윤도운؛ زادهٔ ۲۵ اوت ۱۹۹۵) که با نام دو وون شناخته می‌شود، موسیقی‌دان، خواننده، ترانه‌پرداز و درامر اهل کره جنوبی است. او بیشتر به عنوان درامر و وکالیست گروه پسرانه کره‌ای دی‌سیکس شناخته می‌شود.

## اوایل زندگی
یون دو وون زادهٔ ۲۵ اوت ۱۹۹۵ در سئول، کره جنوبی است. او یک خواهر بزرگتر دارد. او در کالج هنر بوسان تحصیل کرده است.